# デューク・ジョーダン
デューク・ジョーダン（Duke Jordan）ことアーヴィン・シドニー・ジョーダン（Irving Sidney Jordan, 1922年4月1日 – 2006年8月8日）は、アメリカ合衆国のジャズ・ピアニスト。ニューヨーク市生まれ。

## 略歴
想像力と才能に恵まれたピアニストとして、チャーリー・パーカーの「クラシックなクィンテット」（1947年～1948年、マイルス・デイヴィスの存在が目玉であった）の常駐メンバーとなり、例えばパーカーのダイアル・セッションに参加して、「デューイ・スクエア（Dewey Square）」、「ボンゴ・バップ（Bongo Bop）」「楽園のバード（Bird of Paradise）」、「エンブレイサブル・ユー（Embraceable You）」やバラード「イー（E）」を産み出した。これらの演奏はアルバム『チャーリー・パーカー・オン・ダイアル（Charlie Parker on Dial）』に収録されている。
黒人ピアニストながら、非常に端正な奏法で知られる。この独特な奏法はかつて文学的かつ抽象的に「通好みの燻し銀ピアニスト」と評論されることが多かったが、具体的な演奏技法としては同時代のハンク・ジョーンズやジョン・ルイスに代表されるフォルテをほとんど使わないソフトな鍵盤タッチと、特にジョーダンならではの個性だったのが、左手の打鍵タイミングであった。オフビートを重視するジャズの常道からすると異端ともいえるクラシック音楽からの伝統であるオンビートによる左手の演奏スタイルである。この特徴は初期の1940～1950年代に顕著で、演奏メンバーが明かされないブラインド・フォールド・テストでも容易に彼がピアニスト担当であることを聞き分けることが可能である。
フォルテ以上の強い打鍵を使わず尚且つ左手がオンビートの端正で柔和な演奏法の一方で、彼の若い頃はケンカ無敗の男、という伝説がミュージシャンの間で評判だった。アーヴィング・シドニー・ジョーダンという本名でありながら、デューク・ジョーダンが通名となったのは、この「ケンカ無敗伝説」が由来である。
1959年に渡欧以後、奏法は次第に強弱のダイナミックさが加わると共に、それまでトレードマークだったオンビートの左手打鍵タイミングにもオフビートを時折取り入れるようになり、後期～晩年は基本的に叙情派と分類されるものの、幅広い表現力豊かなピアニストとしてマニアから初心者までジャズ必聴のアーチストと評価されるようになった。
1950年代半ばからソロとしての長い活動に入り、ソニー・スティットやスタン・ゲッツの伴奏者を務めた時期を経て、トリオ形態での演奏や録音を行なった。作曲家としての代表作は、トランペット奏者のクリフォード・ブラウンがレパートリーに取り入れて有名になった「ジョードゥ（Jordu）」である。1952年からジャズ・シンガーのシーラ・ジョーダンと結婚するが1962年には離婚した。1978年からデンマークのコペンハーゲンに移住し、1973年よりスティープルチェイス社と契約して積極的なアルバム制作に取り掛かった。ジョーダンのライブ録音は、同社および日本のマシュマロレコード（Marshmallow）より頒布された。

## 註釈
1. ↑  Weiner, Tim (2006年8月13日). “Duke Jordan, 84, jazz pianist who helped build bebop”. IndyStar.com.   New York Times. 2006年8月13日閲覧。
2. ↑  Charlie Parker on Dial: The Complete Sessions - Allmusic